# شيفروليه سي/كا
' شيفروليه أو جي أم سي سي/كا' هي تشكيلة شاحنات تحميل من مختلف الأحجام تم صنعها من 1960 إلى 2001 بالولايات المتحدة الأمريكية ، كما كان هناك مصانع أخرى موزعة عبر العالم تابعة لجنرال موتورز تم فيها صنع هذا النوع من الشاحنات ومنها كندا (1965-1998) وأيضاً بعض دول أمريكا الجنوبية والوسطى بحيث كان يتم تصنيعها محلياً مع بعض الاختلافات المغايرة عن موديلات السوق الأمريكية سواء من ناحية المظهر أو المحركات، مع العلم أن التسويق كان يتم بشكل أساسي في السوق المحلية. تم إنتاج السيارة في البرازيل (1964-2001)، تشيلي (1975-1982)، الأرجنتين (1960 - 1978 ثم 1986 - 1994)، المكسيك (سنوات الإنتاج غير معلومة).

## الجيل الأول

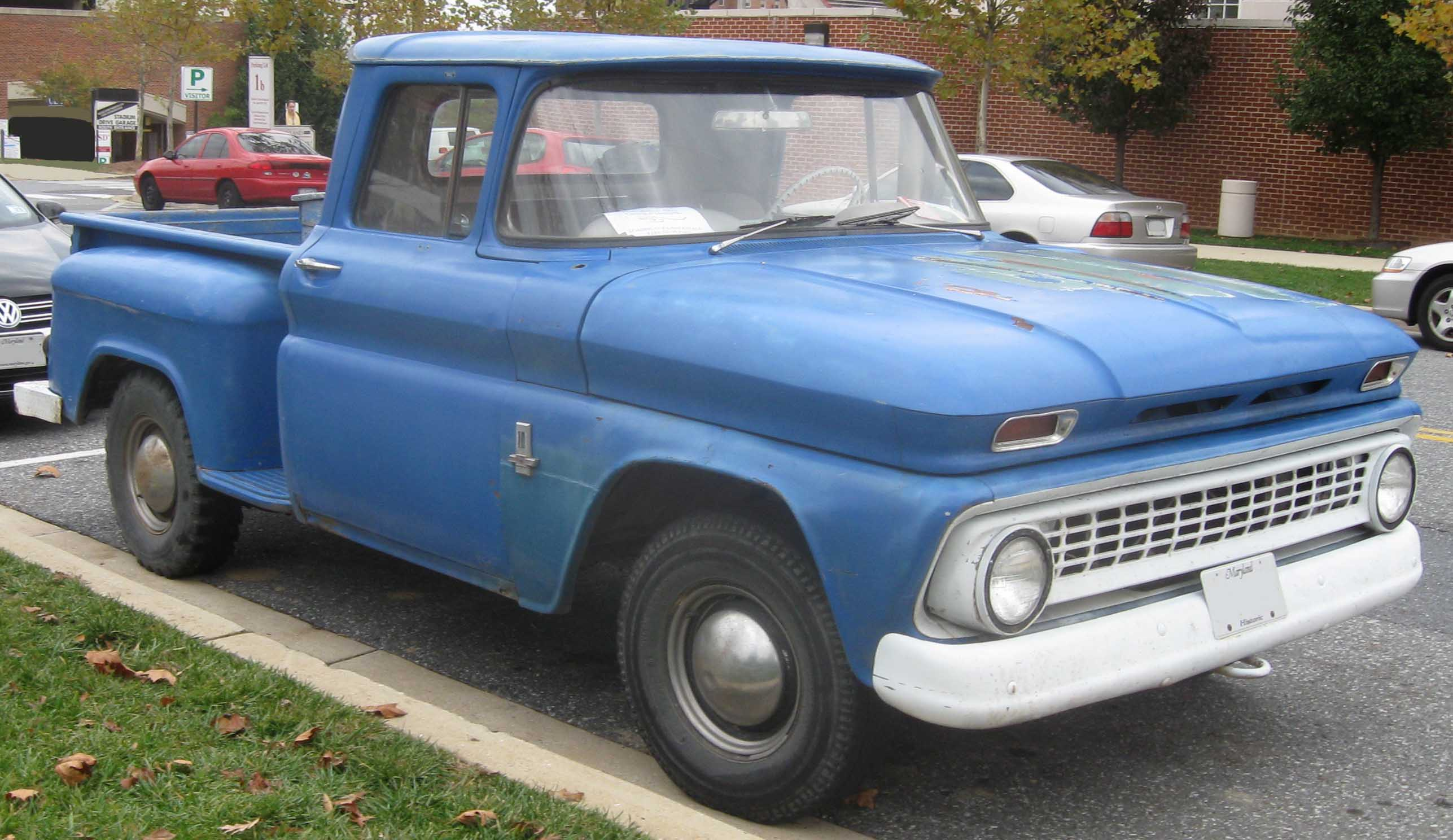
موديل 1963 صندوق Stepside

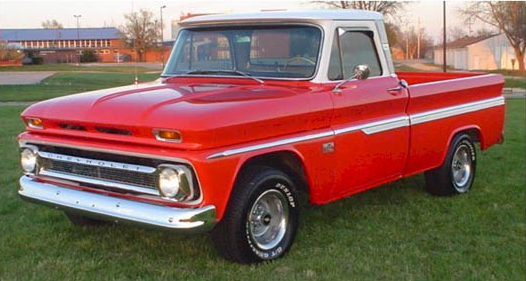
موديل 1966 صندوق Fleetside

سنوات إنتاج هذا الجيل : 1960 - 1966
الأحجام المختلفة :
C10/K10
C15/K15
C20/K20
C30
المحركات :
- محركات 6 اسطوانات خط :

3.8L
3.9L
4.1L
4.3L
4.8L
5.0L
- محركات V8 :

4.6L
5.3L
نواقل الحركة :
- 3 أو 4 سرعات يدوية
- سرعتين أوتوماتيك

## الجيل الثاني

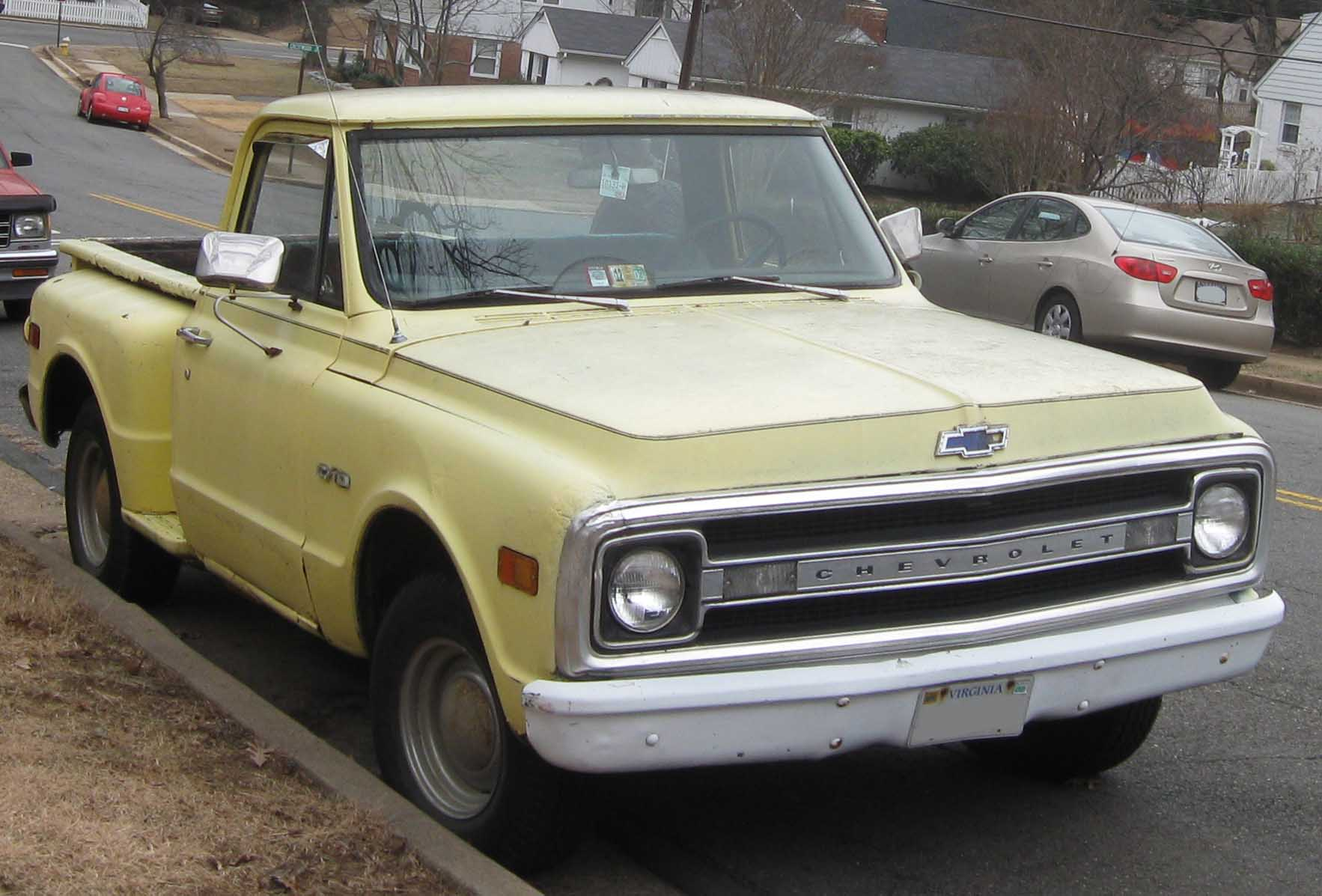
في نفس الجيل و في بعض السنوات بالتحديد تحدث تغيرات ولمسات طفيفة في عناصر هيكل شاحنات شيفروليه سي/كا لتجعل منها مختلفة نوعاً ما عن بعضها البعض.

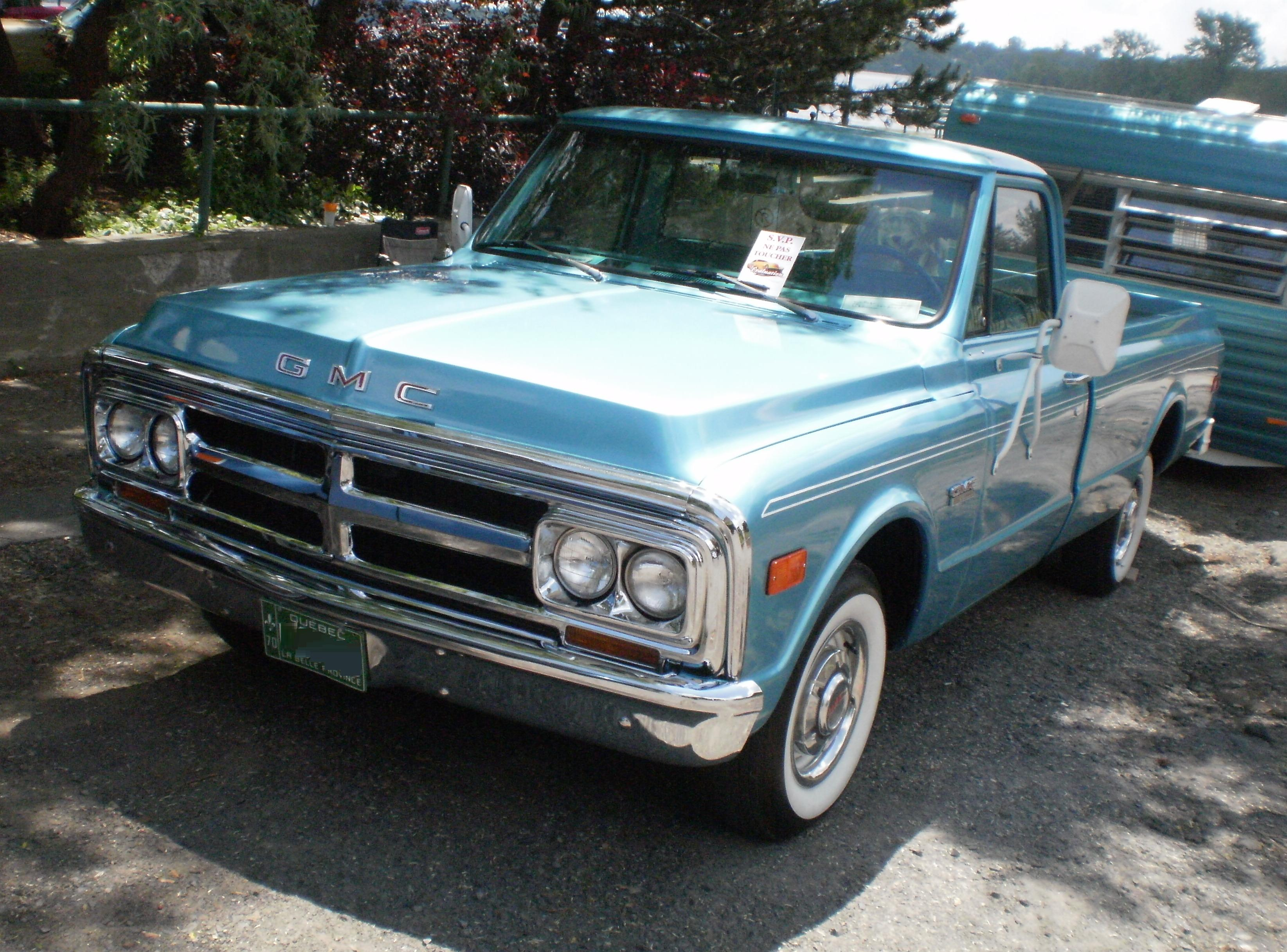
نسخة جي أم سي موديل 1970.

تميز هذا الجيل عن سابقه بمنظر جديد وعصري، كما أن الشركة الأم جنرال موتورز قامت بإضافة العديد من اللمسات الجديدة من الناحية الرفاهية وعناصر الراحة المختلفة التي لم يسبق لها الحضور في الجيل السابق.
سنوات إنتاج هذا الجيل : 1967-1972
المحركات :
- محركات 6 أسطوانات خط :

4.1L
4.8L
- محركات V8 :

5.0L
5.4L
5.7L
6.5L
6.6L
نواقل الحركة :
- 3 أو 4 سرعات يدوية
- 2 أو 3 سرعات أوتوماتيكية

## الجيل الثالث

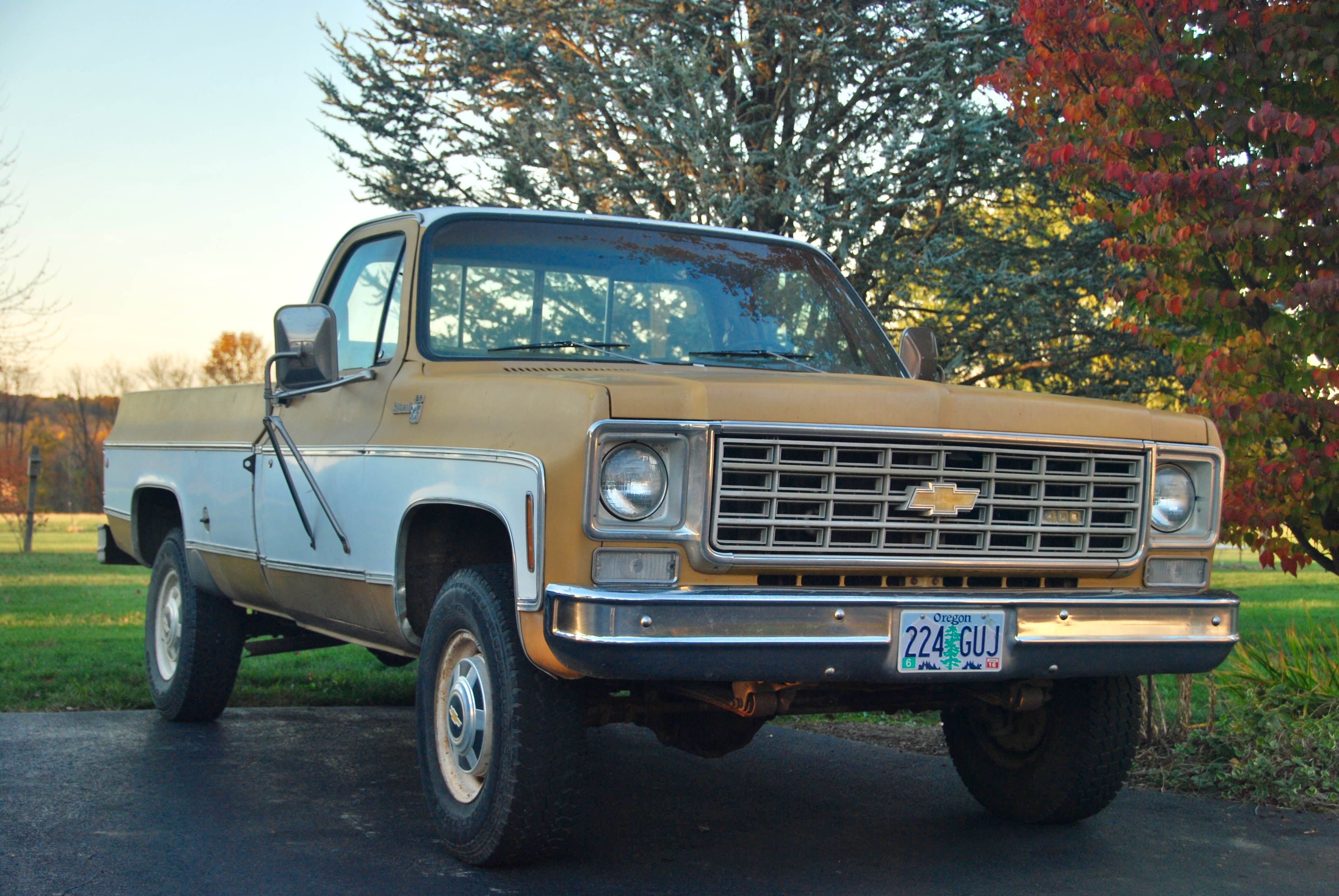
نسخة شيفروليه حجم K20 موديل 1976 كابينة أحادية.

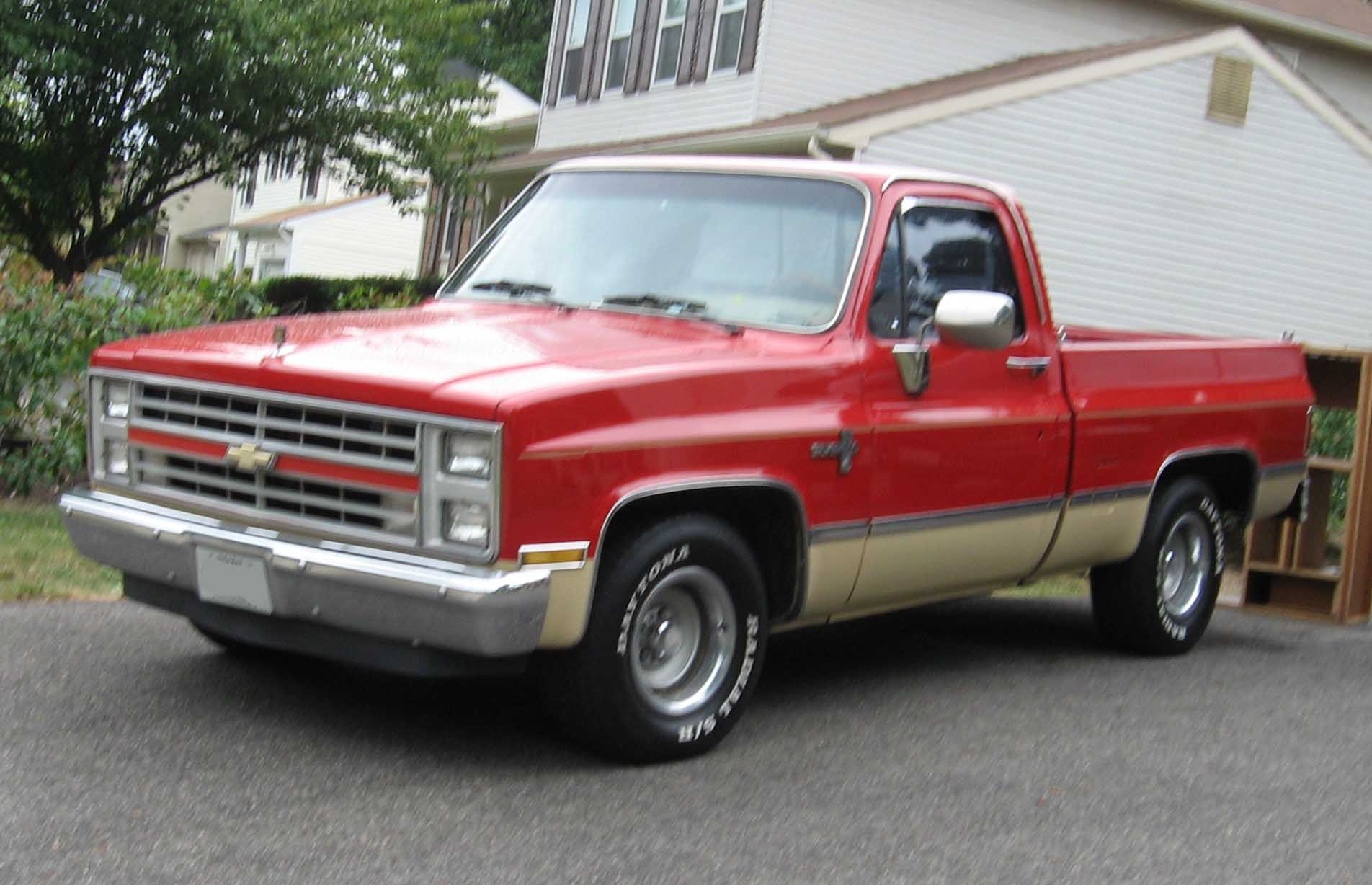
نسخة شيفروليه حجم C10 لسنوات 1985-1987.

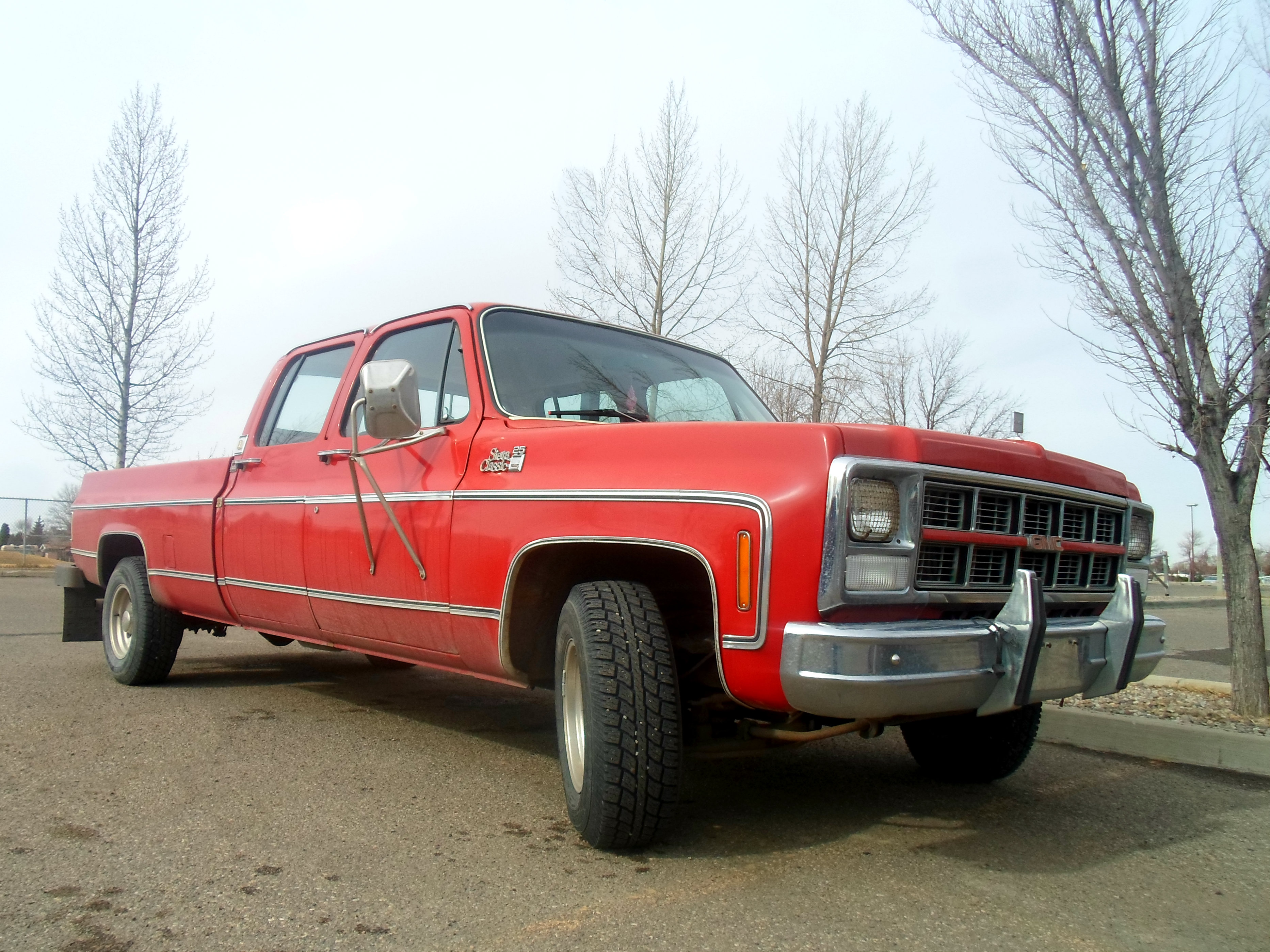
نسخة الكابينة المزدوجة لجي أم سي موديل 1980

يأتي هذا الجيل بتصميم مغاير و جديد كلياً من ناحية المظهر و باقي المكونات.
تطويرات هذا الجيل بدأت لأول مرة في سنة 1968 ، في حين بدأ الإنتاج الفعلي سنة 1973 بتصميم كان يعتبر حديث و معاصر جداً آنذاك.
تم تسويق هذا الجيل بالعديد من النسخ من ناحية التجهيزات الداخلية و المظهرية و من أشهر هاته النسخ :
- بالنسبة لشيفروليه : Custom Deluxe - Silverado - Scottsdale ... إلخ
- بالنسبة للجي أم سي : Sierra - Sierra Grande - High Sierra - Sierra Classic ... إلخ

سنوات إنتاج هذا الجيل : 1973 - 1987 (إلى غاية 1991 بالنسبة للكابينة المزدوجة R-3500)
المحركات :
- بالنسبة للبنزين :
  - محركات 6 أسطوانات خط :4.1L / 4.8L
  - محرك V6 بسعة 4.3L
  - محركات V8 مختلفة الأحجام : 5.0L / 5.7L / 6.6L / 7.4L
- بالنسبة للديزيل V8 (أول جيل من شيفروليه سي/كا يتم تجهيزه بمحركات ديزيل) : 5.7L / 6.2L

نواقل الحركة :
- 3 أو 4 أوتوماتيكية أو يدوية.

## الجيل الرابع

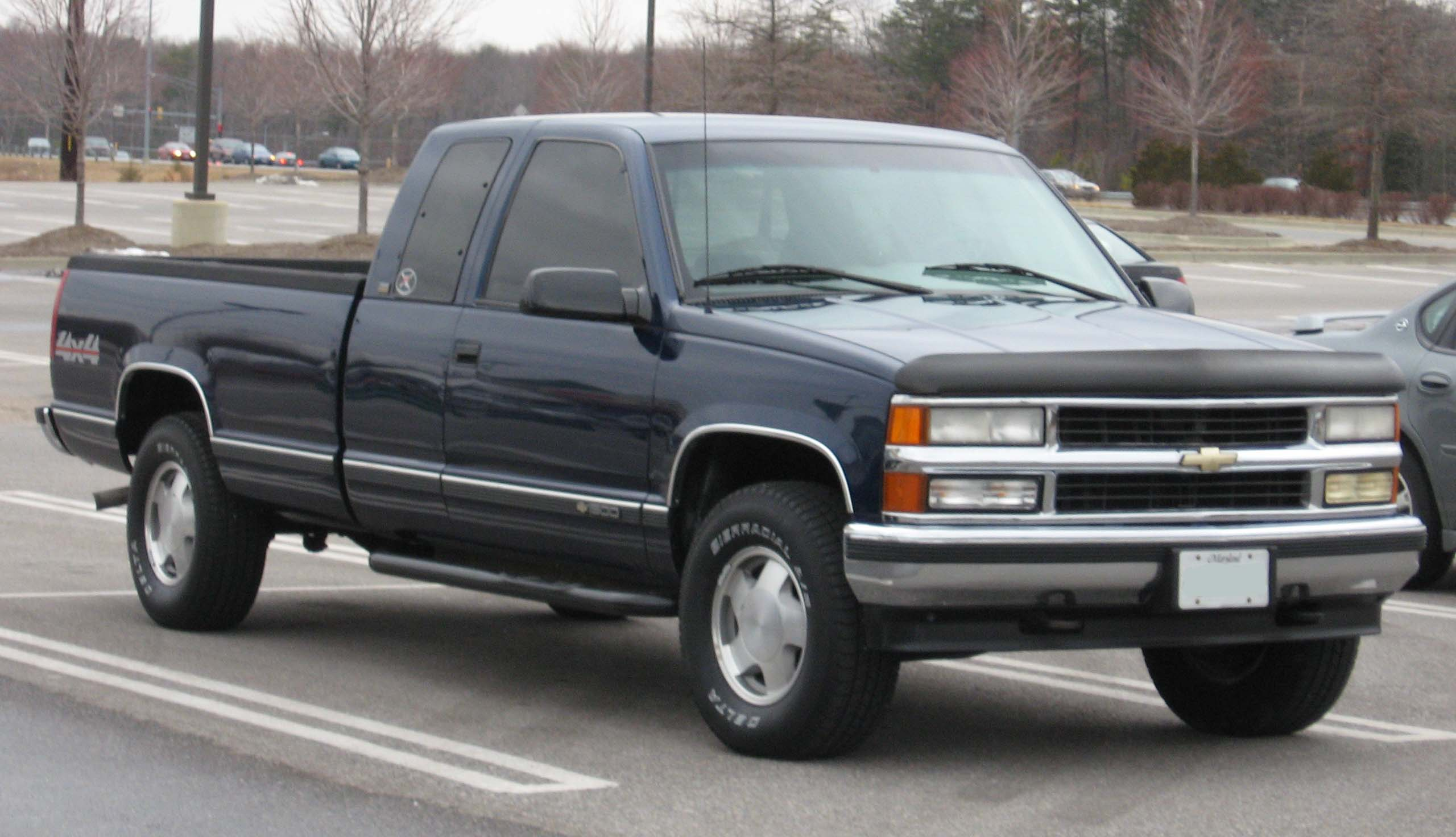
جيل التسعينات

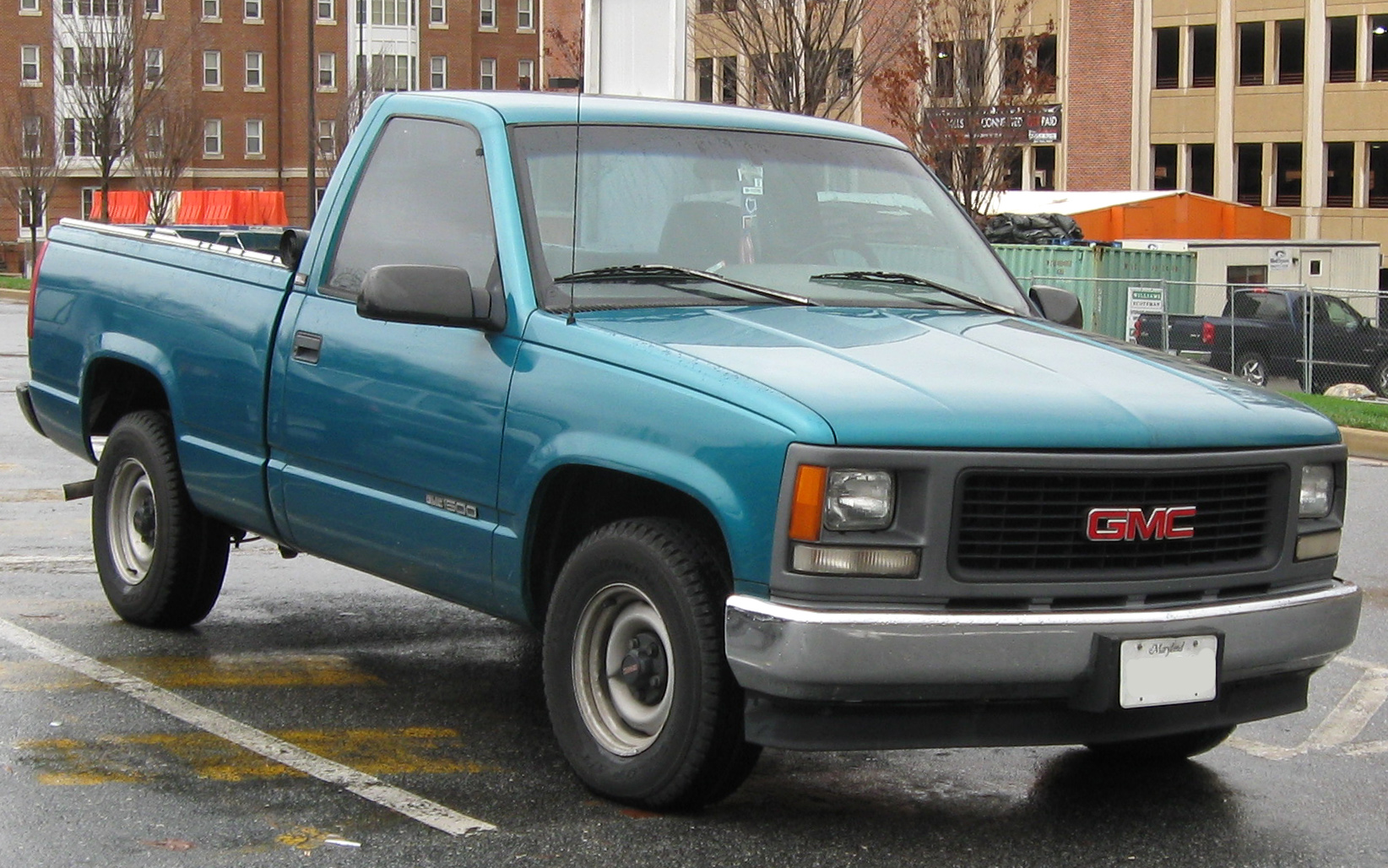
كابينة أحادية جيل التسعينات حجم C-1500 نسخة جي أم سي شبكة Single headlights

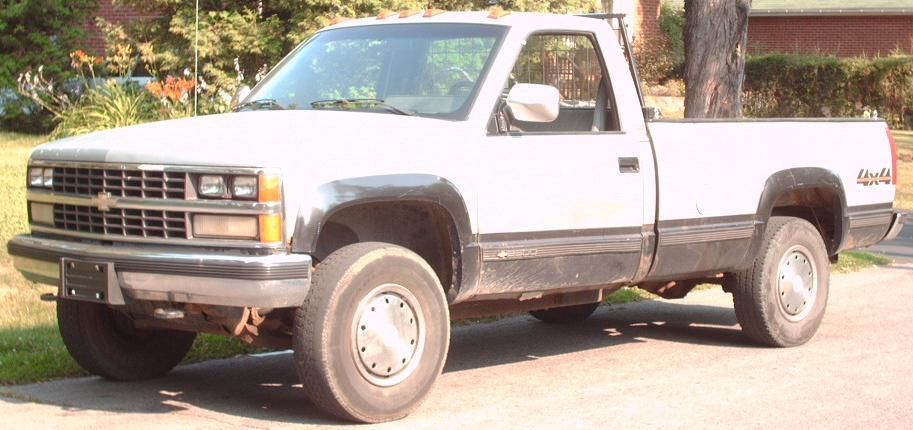
موديل 93-94 K2500 نسخة شيفروليه

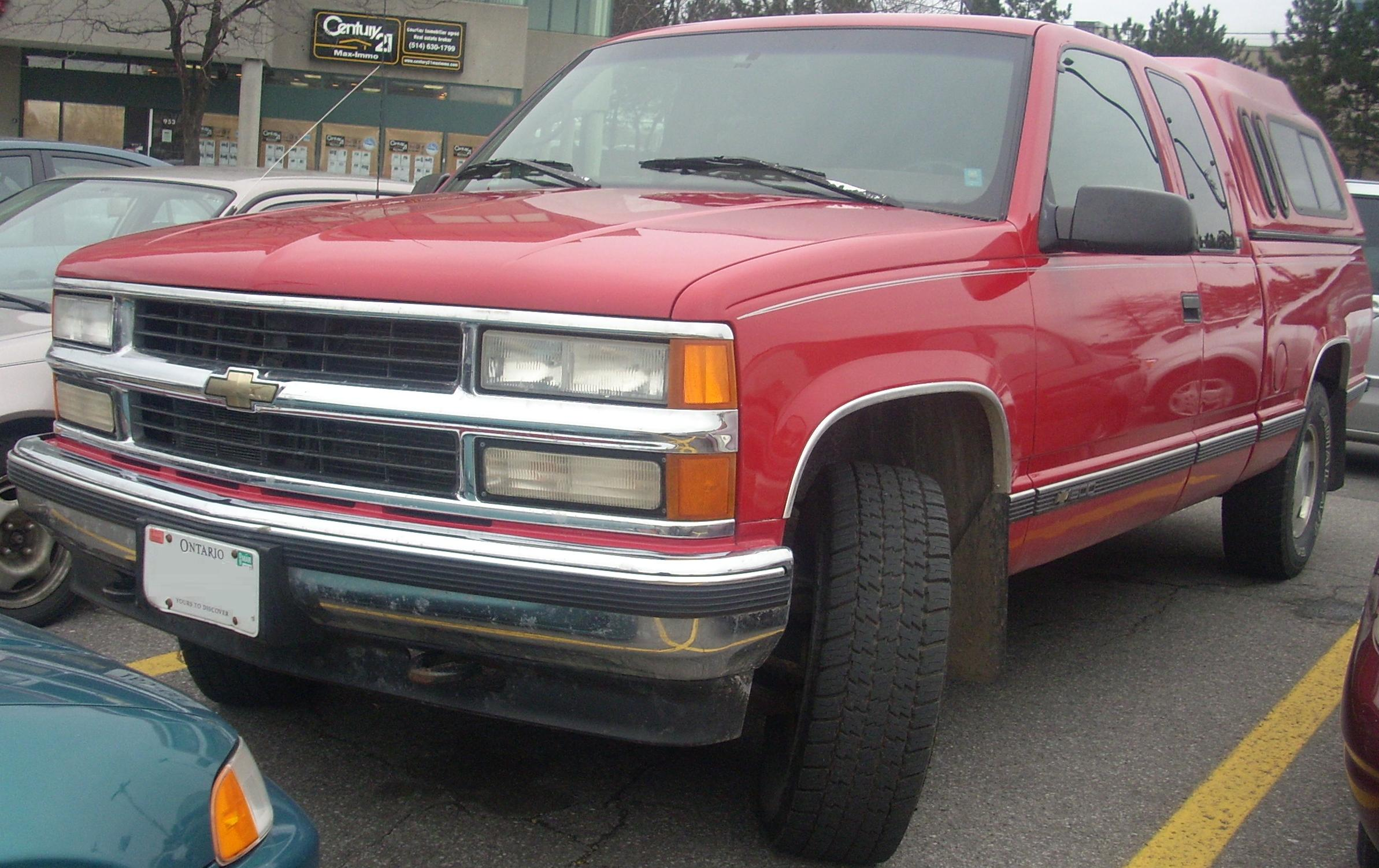
نسخة شيفروليه موديل كابين و نص جيل 97-99

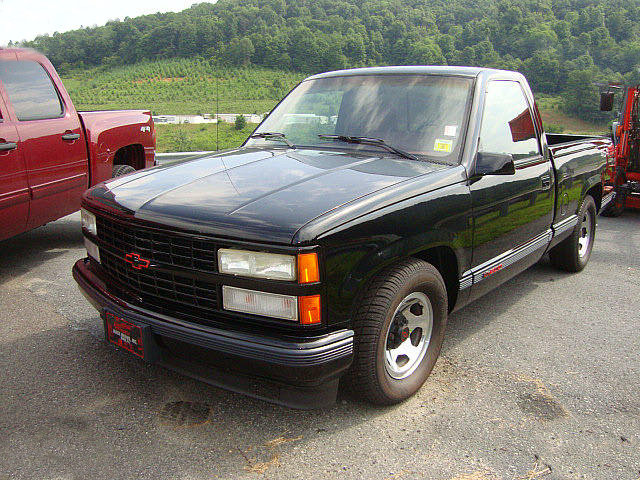
نسخة 454SS

بدأت تطويرات هذا الجيل في سنة 1984 في حين كان أول ظهور رسمي له في سبتمبر 1987 على أساس موديلات موجهة للتسويق مع سنة 1988 كما أعطت الشركة الأم جنرال موتورز جميع الموديلات التي ستحتوي على هياكل وأبدان مشتركة مع هذا الجيل تسمية قاعدة جي أم تي 400 ، بالإنجليزية GMT400.
في أول سنة من بداية التصنيع و بالتحديد في سنة 1988 توفر هذا الجيل على 8 نسخ مختلفة حسب الاحتياجات، و الجدير بالذكر أيضاً أن حرفي السلسلة C/K أصبحا أكثر وضوحاً الآن و أضحى لكل منهما تعريف متعلق بنظام دفع المركبة بحيث يمثل حرف C فئة المركبات ذات الدفع الثنائي في حين يمثل الحرف K مجموعة المركبات التي تتوفر على خيار و تجهيز الدفع الرباعي.
بالنسبة للشيفروليه تختلف التجهيزات الداخلية و المظهرية حسب النسخ التي كانت متوفرة آنذاك والتي انقسمت إلى 3 أقسام أساسية و هي : Cheyenne - Scottsdale - Silverado.
سنوات إنتاج هذا الجيل : 1988-2002
المحركات :
- مع العلم أن هذا الجيل أتى بنظام حقن الوقود الجديد والعصري عن الأجيال السابقة ذات المحركات المكربنة بواسطة المازج.

| المحرك              | السنوات   | عدد الأحصنة    | قوة العزم          |
| ------------------- | --------- | -------------- | ------------------ |
| 4.3L V6 بنزين       | 1998-1988 | من 160 إلى 200 | من 310 إلى 346 ن.م |
| 5.0L V8 بنزين       | 1998-1988 | من 175 إلى 230 | من 359 إلى 386 ن.م |
| 5.7L V8 بنزين       | 2000-1988 | من 185 إلى 255 | من 400 إلى 450 ن.م |
| 6.2L V8 ديزيل       | 1993-1988 | من 126 إلى 150 | من 330 إلى 380 ن.م |
| 6.5L V8 ديزيل       | 1995-1994 | 155 حصان       | 373 ن.م            |
| 6.5L V8 تيربو ديزيل | 2002-1992 | من 180 إلى 195 | من 490 إلى 580 ن.م |
| 7.4L V8 بنزين       | 2000-1988 | من 230 إلى 290 | من 522 إلى 560 ن.م |
| 8.1L V8 بنزين       | 2002-2001 | 340 حصان       | 617 ن.م            |

نواقل الحركة :
- 3 أو 4 أوتوماتيكية.
- 4 أو 5 يدوية.

بعض النواقل لا تتوفر في بعض السنوات بالتحديد.

نسخة 454SS  :
في سنة 1990 ، أصدرت شيفروليه نسخة رياضية عالية الأداء من هذا الجيل تحت شعار SS القديم الشهير بسيارات شيفروليه ذات الأداء العالي، و تم تسميتها بموديل 454SS ، توفرت هاته النسخة بنظام دفع ثنائي فقط و كابين أحادية مع صندوق خلفي قصير و داخلية ذات لون أحمر عقيق.
من الناحية الميكانيكية تم تجهيزها بمحرك 7.4L V8 بنزين قوة 230 حصان و عزم 522 ن.م مع ناقل حركة 3 سرعات أوتوماتيكية.

## نهاية الإنتاج

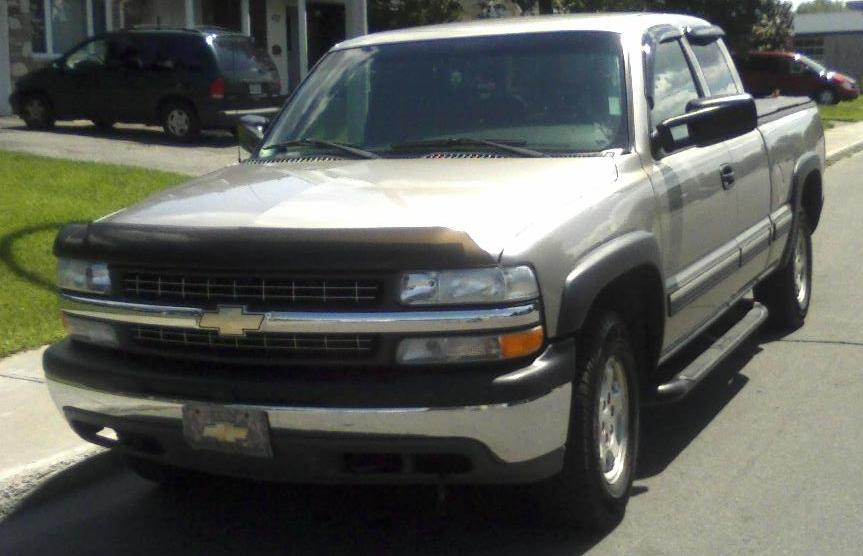
الجيل الذي تم به التعويض

في سنة 2002 تم رسمياً تعويض سلسلة C/K بموديل تحت تسمية Silverado بالنسبة للشيفروليه و Sierra بالنسبة للجي أم سي و أصبحت هاته التسميات بمثابة التعريفات الأساسية لموديلات شاحنات نصف النقل لدى الشركة الأم جنرال موتورز بعد ما كانت تستعمل كتعريفات فقط متعلقة بالتجهيزات الداخلية و الخارجية للأجيال القديمة في سلسلة C/K.

## معرض صور

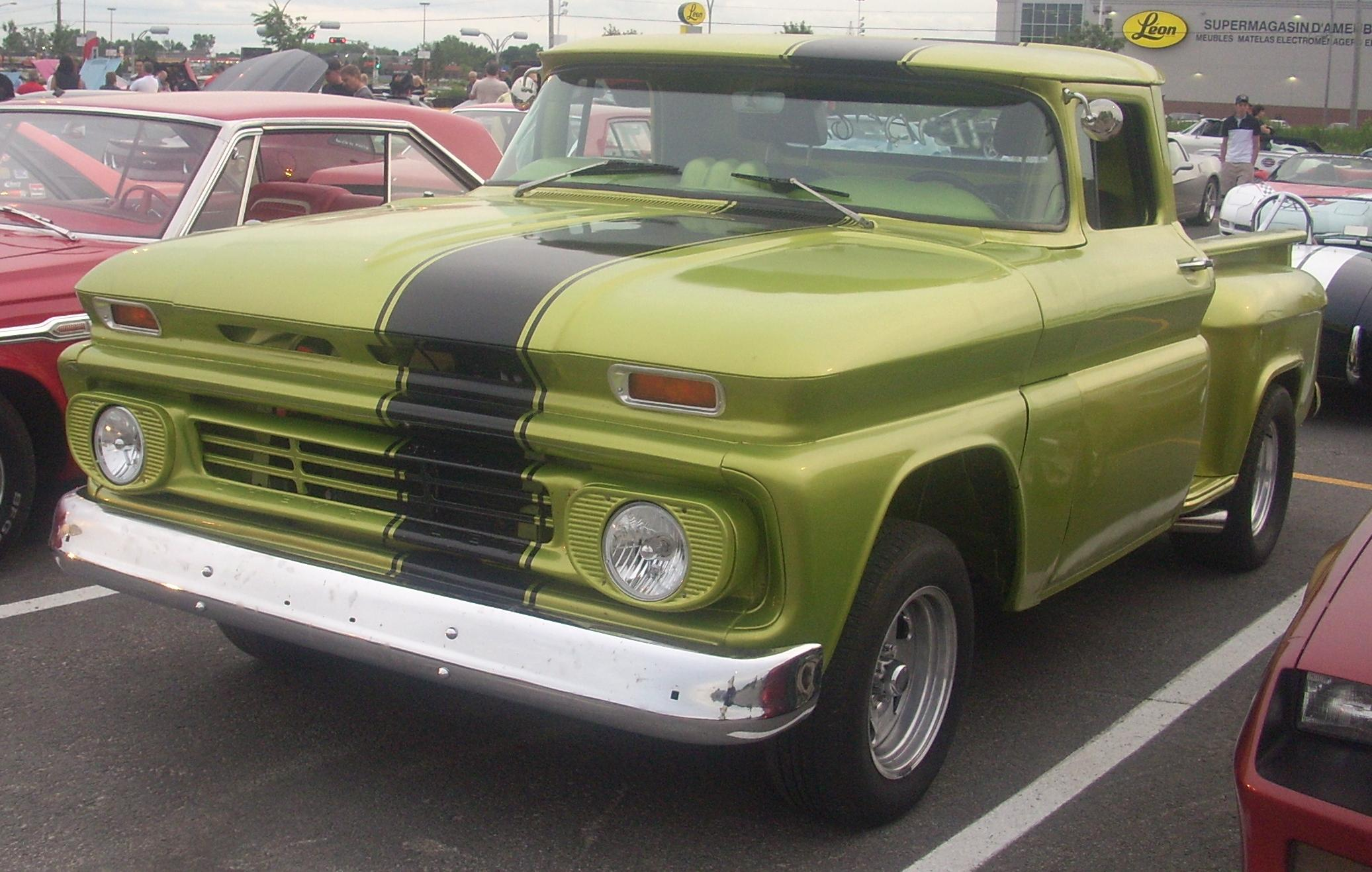
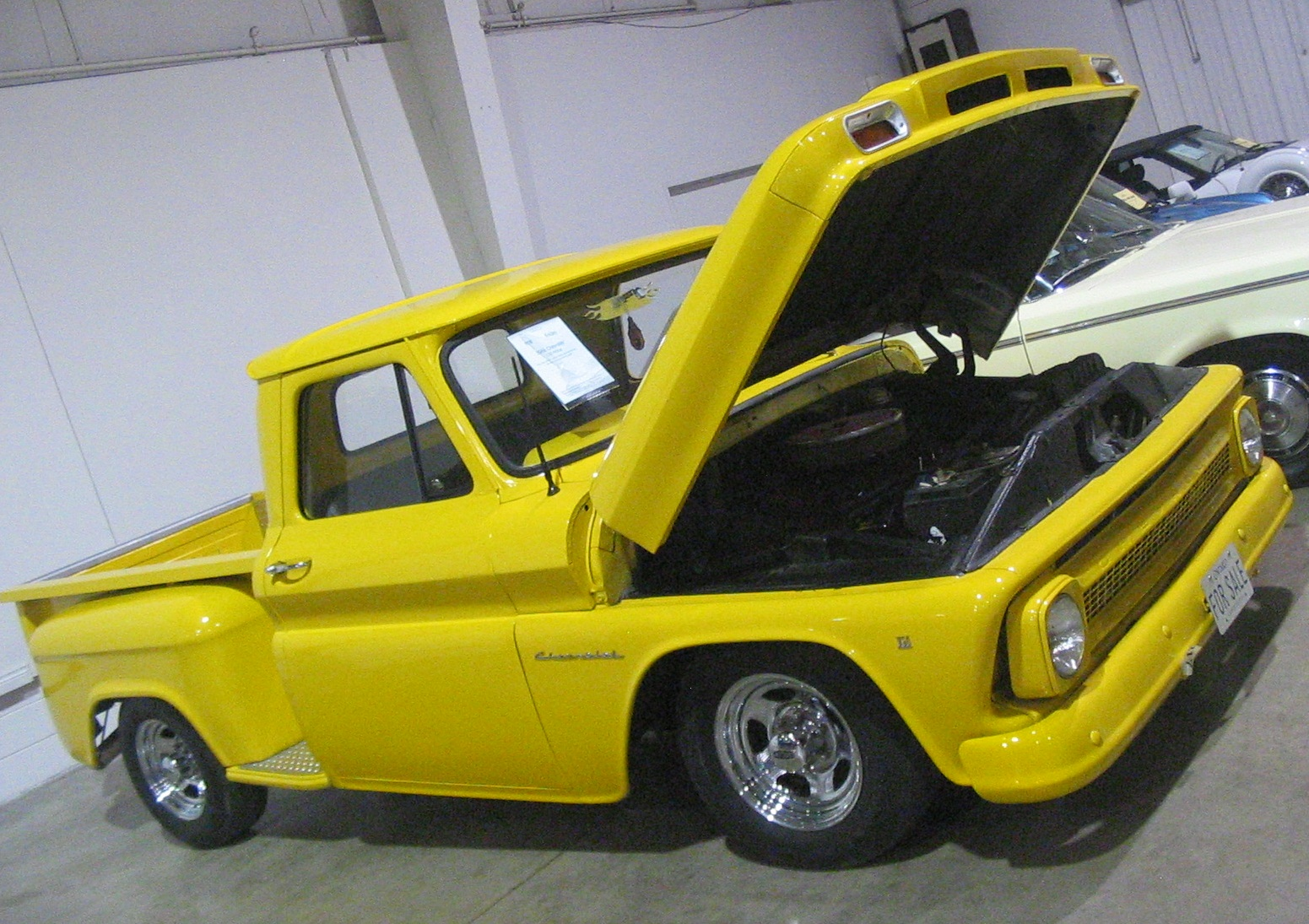
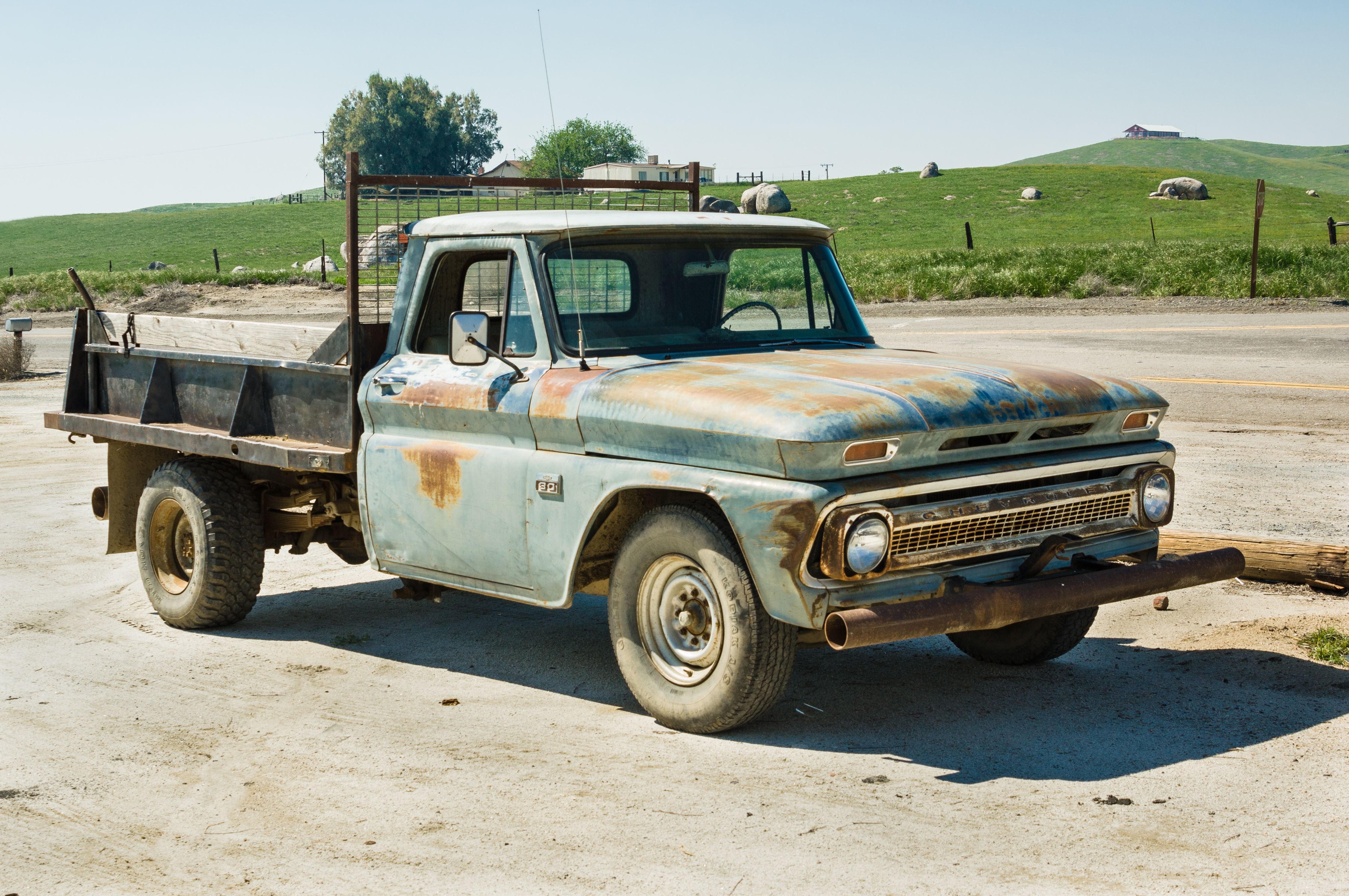